# Kosaka Akinori
Akinori Kosaka (sinh ngày 14 tháng 9 năm 1975) là một cầu thủ bóng đá người Nhật Bản.

## Sự nghiệp câu lạc bộ
Akinori Kosaka đã từng chơi cho Omiya Ardija.